# Fluorur de gal·li(III)
El fluorur de gal·li(III) és un compost inorgànic de fluor i gal·li de fórmula GaF₃. Es presenta en forma de pols incolora poc soluble en aigua. Per damunt de 800 °C i en atmosfera de dinitrogen pot sublimar sense descompondre's. Forma un trihidrat de fórmula GaF₃·3H₂O que es presenta en forma de cristalls blancs, els quals són més solubles en aigua que el compost anhidre. Descompon tèrmicament a uns 200 °C.

## Preparació
El fluorur de gal·li(III) pot preparar-se per descomposició tèrmica del fluorur d'amoni i gal·li(III) segons la reacció:
i per reacció de difluor o fluorur d'hidrogen amb òxid de gal·li(III) segons la reacció:
El trihidrat es prepara per dissolució de gal·li metàl·lic o d'hidròxid de gal·li(III) en fluorur d'hidrogen.